# Begum Rokeya
Begum Rokeya Sakhawat Hossain, (Rangpur, 9 de dezembro de 1880 – Calcutá, 9 de dezembro de 1932), popularmente conhecida como Begum Rokeya (em bengali:  বেগম রোকেয়া), foi uma escritora feminista e ativista social da região de Bengala ainda não dividida, no começo do século XX. Seus esforços são mais conhecidos na área de igualdade de gênero. Ela foi a responsável pela abertura da primeira escola islâmica para moças, que existe ainda hoje. Era uma feminista muçulmana notável; escritoras feministas modernas como Taslima Nasrin a citam com frequência como sua principal influência. Begum Rokeya também escreveu contos e novelas, sendo seus trabalhos mais importantes O Sonho da Sultana e Padmarag.

## Nome
Ela nasceu como Rokeya Khatun, mas alcançou notoriedade como Begum Rokeya Sakhawat Hossain após seu casamento, adicionando o sobrenome do marido, Sakhawat Hossain. Begum é um nome honorífico, um título de respeito dado às mulheres muçulmanas. Quando escrevia em inglês, ela o transliterava para Rokeya.

## Vida

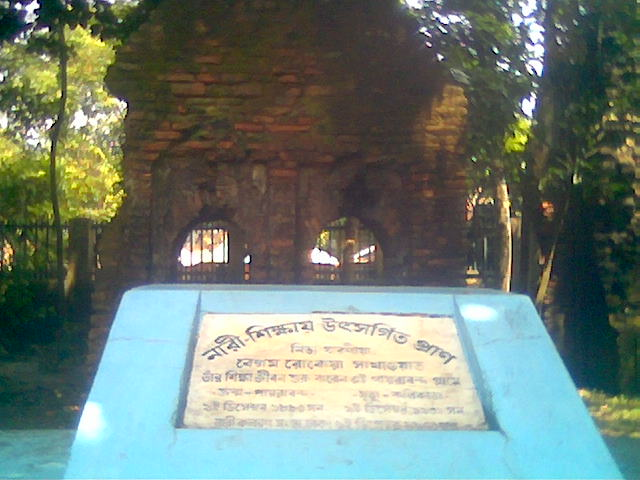
Local de nascimento de Begum Rokeya em Pairabondh, Rangpur

Rokeya Khatun nasceu em 1880 na vila de Pairabondh, no Mithapukur, Rangpur, hoje Bangladesh, que na época ainda fazia parte do Império Britânico. Seu pai, Jahiruddin Muhammad Abu Ali Haidar Saber, era um zamindar (senhor de terras) altamente instruído. Rokeya tinha duas irmãs, Karimunnesa Khatun e Humayra Khatun; e três irmãos, mas um deles morreu ainda na infância. Seu irmão mais velho, Ibrahim e sua irmã Karimunnesa a influenciaram bastante. Karimunnesa quis estudar o idioma bengali, o mais comum da região na época, mas a família foi contra, pois muitos muçulmanos das classes mais abastadas preferiam a língua árabe ou o persa do que seu idioma original nativo. Ibrahim, então, ensinou inglês para Rokeya e Karimunnesa e ambas se tornaram escritoras.
Rokeya se casou aos 16 anos, em 1896. Seu marido, Khan Bahadur Sakhawat Hossain, falante de Urdu, era o magistrado de Bhagalpur, que hoje é um distrito no estado indiano do Bihar. Ele continuou o trabalho de Ibrahim em encorajá-la a aprender o bengali e o inglês. Também sugeriu que ela escrevesse e que fizesse isso utilizando o idioma bengali como língua principal para poder chegar nas classes mais baixas da sociedade. Em 1902, ela se lançou na carreira literária com um ensaio intitulado Pipasa (Sede).
Em 1909, Sakhawat Hossain faleceu. Ele encorajara a esposa a reservar dinheiro para abrir uma escola islâmica para meninas e moças. Cinco meses depois de sua morte, Rokeya abriu uma escola com ensino secundário em memória de seu amado marido, chamado Escola Secundária para Moças em Memória de Sakhawat. A escola começou em Bhagalpur, uma região falante do urdu, com apenas cinco estudantes. Uma disputa pela propriedade contra a família do marido a forçou a mudar a escola de endereço, em 1911, para Calcutá, hoje Kolkata, uma região falante de bengali. Ainda hoje é uma das escolas mais populares para meninas na região, administrada pelo governo estadual de Bengala Ocidental.
Begum Rokeya também fundou a Anjuman e Khawateen e Islam, uma associação muçulmana para mulheres, que se dedicava a debater assuntos sobre a situação da mulher e seu acesso à educação formal. Ela pregava reformas e acreditava que o conservadorismo excessivo e o provincialismo eram os principais problemas relacionados ao baixo desenvolvimento da classe muçulmana na Índia Britânica. Inspirada pelo ensino tradicional muçulmano pregado no Alcorão e acreditando que o Islã moderno fora distorcido e corrompido, sua organização se empenhou em organizar movimento e eventos de reformas sociais baseados nos princípios educacionais do Islã que, de acordo com Rokeya, tinham se perdido.
Rokeya permaneceu como administradora da escola, da associação e ativista feminista, além de uma escritora prolífica, até a data de sua morte, em 9 de dezembro de 1932, por problemas cardíacos. Em Bangladesh, 9 de dezembro é lembrando como Dia da Rokeya.

## Igualdade de gênero

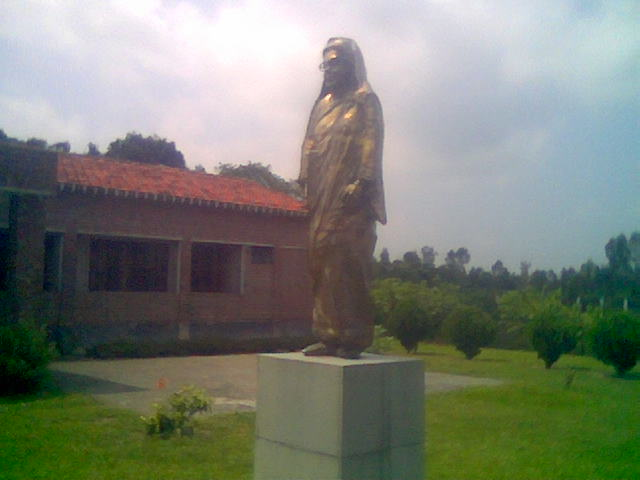
Estátua de Begum Rokeya no Memorial Begum Rokeya, em Pairabondh, Rangpur

Begum Rokeya foi uma figura inspiradora na luta pela liberação feminina das mazelas sociais. Para conscientizar as mulheres de seus direitos, ela escreveu diversos textos, ensaios, contos e novelas, principalmente em bengali. Ela usava de humor, ironia e sátira para ressaltar as injustiças sofridas pelas mulheres muçulmanas das classes mais baixas. Criticou os costumes sociais opressores sobre as mulheres que eram baseados em uma versão corrompida do Islã, exaltando que se as mulheres pudessem exercer todo o seu potencial como seres humanos, isso só glorificaria a palavra de Alá.
Sua escrita corajosa batia de frente com as restrições às mulheres, que ela acreditava serem causadas pela desigual divisão do trabalho. Rejeitava a discriminação contra a mulher na esfera pública e acreditava que a discriminação cessaria quando mulheres pudessem ter a profissão que desejassem. Em 1926, Rokeya condenou as atitudes dos homens de barrar o acesso à educação feminina em nome da religião em uma conferência educacional para mulheres:
| “ | Os opositores da educação feminina dizem que as mulheres são incontroláveis… Que vergonha! Dizem ser muçulmanos e ainda vão contra o princípio básico do Islã, que dá direitos iguais à educação. Se os homens não foram desviados, uma vez educados, por que seriam as mulheres? | ” |

## Produção literária
Begum Rokeya escreveu em vários gêneros. Contos, poemas, ensaios, novelas e sátiras, desenvolvendo um estilo literário próprio, caracterizado pela criatividade, lógica e senso de humor. Escreveu, primeiramente, Nabanoor, por volta de 1903, ainda com o sobrenome de solteira. Mas alega-se que seu primeiro trabalho tenha sido Pipasha, que apareceu na Nabaprabha, em 1902. Escrevia com regularidade para várias revistas, como Saogat, Mohammadi, Nabaprabha, Mahila, Bharatmahila, Al-Eslam, Nawroz, Mahe-Nao, Bangiya Mussalman Sahitya Patrika, The Mussalman, Indian Ladies Magazine, entre outras. Seus escritos sempre instigavam às mulheres para se erguerem contra as injustiças e para quebrar as barreiras sociais de discriminação contra elas.
- Pipasha ("Sede", 1902).
- Motichur (ensaios, 1º volume em 1904, 2º volume em 1922). O segundo volume inclui estórias e contos de fadas como Saurajagat (O Sistema Solar), Delicia Hatya (O Assassinato de Delicia, por Mary Corelli), Jvan-phal (O Fruto do Conhecimento), Nari-Sristi (Criação da Mulher), Enfermeira Nelly, Mukti-phal (O Fruto da Emancipação), entre outros.
- O Sonho da Sultana, (sátira, 1908) ensaio de ficção científica feminista envolvendo uma utopia onde os papéis de gênero foram invertidos. Em um mundo controlado e governado por mulheres, elas conseguiram a paz e o desenvolvimento tecnológico e científico. Traduzido posteriormente como Sultanar Swopno.[5][6]
- Saogat (1918, poesia).
- Padmarag ("Essência de Lótus", novela, 1924). Utopia feminista.
- Oborodhbashini ("As Mulheres Isoladas", 1931)
- Boligarto (conto).
- Narir Adhikar ("Os Direitos das Mulheres"), ensaio inacabado para a Associação de Mulheres Muçulmanas.